# Band Rio
Band Rio é uma emissora de televisão brasileira sediada no Rio de Janeiro, capital do estado homônimo. Opera no canal 7 (35 UHF digital) e é uma emissora própria e co-geradora da Band, juntamente com a Band São Paulo. A emissora pertence ao Grupo Bandeirantes de Comunicação. Cobrindo toda a Região Metropolitana do Rio de Janeiro e parte do interior fluminense, a Band Rio é uma das duas emissoras da rede no estado, ao lado da Band Rio Interior. Os estúdios da emissora estão situados no bairro de Botafogo, enquanto seus transmissores estão localizados no topo do Morro do Sumaré, no Rio Comprido.

## História

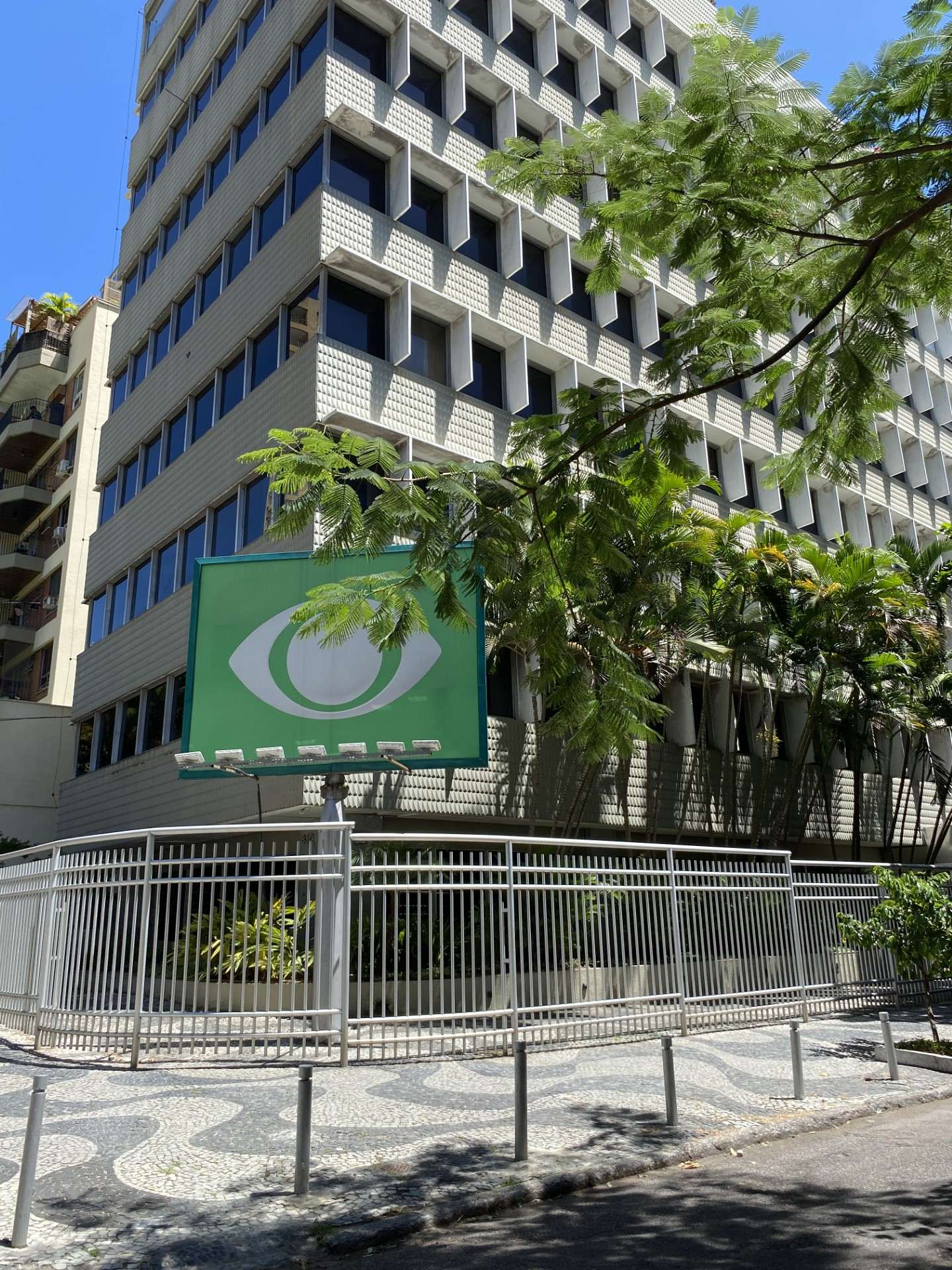
Sede da Band Rio

Em 1974, o empresário João Jorge Saad, proprietário da TV Bandeirantes, canal 13 de São Paulo, obteve a concessão do canal 7 do Rio de Janeiro. Inicia-se a construção de um prédio no bairro de Vila Isabel, na Zona Norte, mas ocorreram atrasos na entrega em decorrência de uma série de embaraços. A alternativa foi então comprar os estúdios do Laboratório de Som e Imagem (Somil) em Botafogo, na Zona Sul e adaptá-los à televisão.
O transmissor no morro do Sumaré, o controle Master, as câmeras de TV, máquinas de videotape, telecine e demais necessidades técnicas vitais para operação foram todas importadas, e custaram mais de US$ 2 milhões. O primeiro sinal de teste foi para o ar no dia 7 de julho de 1977. As transmissões experimentais começaram em 1° de agosto, mas a então TV Guanabara só foi inaugurada mesmo às 7h da noite do dia 9 de setembro. Foram 45 minutos com as solenidades de praxe e depois seu primeiro programa Meus Caros Amigos, musical especial com Chico Buarque de Holanda. Cinco minutos antes das 9h da noite apresenta o filme Lawrence da Arábia.

## Sinal digital
| Canal virtual | Canal digital | Resolução de tela | Programação                              |
| ------------- | ------------- | ----------------- | ---------------------------------------- |
| 7.1           | 35 UHF        | 1080i             | Programação principal da Band Rio / Band |

Transição para o sinal digital
Com base no decreto federal de transição das emissoras de TV brasileiras do sinal analógico para o digital, a Band Rio, bem como as outras emissoras da cidade do Rio de Janeiro, cessou suas transmissões pelo canal 7 VHF em 22 de novembro de 2017, seguindo o cronograma oficial da ANATEL.